# Noel Furlong
J. J. "Noel" Furlong (Dublin, 25 de dezembro de 1937 – 27 de junho de 2021) foi um empresário irlandês e jogador de pôquer. Ficou famoso por ter se tornado campeão do evento principal da Série Mundial de Pôquer em 1999.

## Biografia

### Início
Desde pequeno adotou o apelido de Noel. Furlong cresceu sem ter aprendido a falar o idioma inglês, pois nas escolas que frequentou apenas se lecionava em irlandês. Seu pai era dono de um salão de bilhar. Anos mais tarde transformou o salão de seu pai em sua primeira loja de venda de carpetes, com este negócio veio a se destacar no mercado empresarial, obtendo alto faturamento. 

### Pôquer
Furlong passou a interessar-se pelo pôquer em 1984, quando visitou um torneio que se disputava então no Killiney Castle Hotel. O organizador desse torneio era Terry Rogers, que se tornaria seu amigo e impulsionador de sua carreira no jogo. Terry era o dono do Eccentric Club, clube criado para receber o torneio de pôquer Irish Open, e onde Furlong começou a jogar. Neste torneio Furlong alcançou a segunda colocação logo em sua primeira participação. Depois disso venceu o evento por mais 3 vezes, terminou no segundo lugar outras duas vezes, e terminou na terceira posição uma vez. 
Em 1989 Furlong foi convidado por Terry para jogar em Las Vegas, onde logo em sua estreia em um torneio na cidade, alcançou a mesa final. Passou então a disputar a Série Mundial de Pôquer anualmente, até que na edição de 1999 do evento, sagrou-se campeão. O último adversário na mesa final do torneio em que foi campeão foi Alan Goehring, na mesa final também jogaram mais dois jogadores irlandeses, Padraig Parkinson e George McKeever, além dos jogadores profissionais Erik Seidel e Huck Seed.

### Morte
Furlong morreu em 27 de junho de 2021, aos 83 anos de idade.

## Braceletes na Série Mundial de Pôquer
| Ano  | Preço de Inscrição (Buy-In) | Evento                              | Prêmio (US$)    |
| ---- | --------------------------- | ----------------------------------- | --------------- |
| 1999 | $10,000                     | No Limit Hold'em World Championship | US$1.000.000,00 |